# Ла-Сьерра
Ла-Сьерра (исп. La Sierra) — город и муниципалитет на юго-западе Колумбии, на территории департамента Каука. Входит в состав Центральной провинции.

## История
Поселение, из которого позднее вырос город, было основано 8 апреля 1913 года. Муниципалитет Ла-Сьерра был выделен в отдельную административную единицу в 1967 году.

## Географическое положение
Город расположен в центральной части департамента, в горной местности Центральной Кордильеры, на расстоянии приблизительно 31 километра к юго-западу от города Попаян, административного центра департамента. Абсолютная высота — 1776 метров над уровнем моря.
Муниципалитет Ла-Сьерра граничит на северо-западе с территорией муниципалитета Эль-Тамбо, на севере — с муниципалитетом Росас, на востоке и юго-востоке — с муниципалитетом Сотара, на юге — с муниципалитетом Ла-Вега, на юго-западе — с муниципалитетом Сукре, на западе — с муниципалитетом Боливар. Площадь муниципалитета составляет 217 км².

## Население
По данным Национального административного департамента статистики Колумбии, совокупная численность населения города и муниципалитета в 2015 году составляла 10 643 человека.
Динамика численности населения муниципалитета по годам:
| 2005   | 2006   | 2007   | 2008   | 2009   | 2010   | 2011   | 2012   | 2013   | 2014   | 2015   |
| ------ | ------ | ------ | ------ | ------ | ------ | ------ | ------ | ------ | ------ | ------ |
| 10 937 | 10 862 | 10 828 | 10 793 | 10 767 | 10 745 | 10 729 | 10 707 | 10 682 | 10 662 | 10 643 |

Согласно данным переписи 2005 года мужчины составляли 53,4 % от населения Ла-Сьерры, женщины — соответственно 46,6 %. В расовом отношении белые и метисы составляли 67,2 % от населения города; индейцы — 21,5 %; негры, мулаты и райсальцы — 11,3 %.
Уровень грамотности среди всего населения составлял 87,5 %.

## Экономика
Основу экономики Ла-Сьерры составляет сельское хозяйство.
62,5 % от общего числа городских и муниципальных предприятий составляют предприятия торговой сферы, 26,1 % — предприятия сферы обслуживания, 11,4 % — промышленные предприятия.